# Катерина Грецька та Данська
Принцеса Катерина Грецька і Данська (грец. Πριγκίπισσα Αικατερίνη της Ελλάδας και Δανίας; (4 травня 1913 , Афіни  — 2 жовтня 2007 , Лондон )) — третя дочка і шоста дитина короля Греції Костянтина I та королеви Софії.

## Походження
Її дідусем був король Греції Георг I, син короля Данії Кристіана IX, а бабусею — Велика княгиня Ольга Костянтинівна, онука імператора Миколи I та імператриці Олександри Федорівни, принцеси Шарлотти Прусської. Її мати була донькою німецького імператора і прусського короля Фрідріха III і Вікторії Саксен-Кобург-Готської, старшої доньки королеви Великої Британії Вікторії і Альберта Саксен-Кобург-Готського.
Катерина народилася в королівському палаці в Афінах. Через кілька тижнів її дід король Греції був убитий в Салоніках. У неї було п'ятеро братів і сестер — три брати (Георгій, Олександр і Павло, кожен з яких став королем Греції) і дві сестри (Олена, яка вийшла заміж за короля Румунії Кароля II, і Ірина яка вийшла заміж за принца Аймоне Савойського). Принц Філіп, герцог Единбурзький був її двоюрідним братом.

## Життя у вигнанні
Її батько відрікся від престолу в 1917 році. На грецький престол зійшов брат Катерини Олександр I. Вона та її батьки були заслані до Швейцарії. Вони знову повернулися до Греції після смерті Олександра в 1920 році, але її батько знову відрікся від престолу в 1922 році. Вигнаний, на цей раз на Сицилію, її батько помер в Палермо в 1923 році. Сім'я переїхала до Флоренції, де Катерина зайнялася живописом. Її другий брат Георг став королем Георгом II в 1922 році, але був повалений в 1924 році.
Катерина здобула освіту в Англії, в школі-інтернаті, а потім на півночі в Форленд Лодж. Її мати померла в січні 1932 року, після чого вона продовжувала жити на віллі у Флоренції зі своєю сестрою Оленою. Вона і майбутня королева Єлизавета II були подружками нареченої на весіллі своєї двоюрідної сестри, принцеси Марини, яка виходила заміж за герцога Кентського в 1934 році. Цікаво відзначити, що через Кристіана IX Катерина була двоюрідною сестрою принца Філіпа, чоловіка королеви Великої Британії Єлизавети II, і троюрідною кузиною самої Єлизавети.

## Повернення у Грецію і шлюб
Її брат Георг був відновлений на посаді короля Греції в 1935 році, і Катерина повернулася до Греції з сестрою Іриною. Вона приєдналася до грецького Червоного Хреста під час Другої Світової війни в 1939 році. У 1941 році вона переїхала в Південну Африку зі своїм третім братом Павлом, де вона продовжувала працювати як медсестра в Кейптауні. Вона не чула нічого про свою сестру Олену протягом чотирьох років. Катерина повернулася до Англії у 1946 році на пароплаві Кунард SS Асканія. На борту вона зустріла Річарда Кемпбелла Брандрама (5 серпня 1911 — 5 квітня 1994), офіцера Королівської артилерії. Вони одружилися 21 квітня 1947 року в королівському палаці в Афінах. Її брат Георг, помер 1 квітня, за три тижні до весілля, і королем став її третій брат Павло. Він був боярином на її весіллі й царював до 1964 року.
Вона супроводжувала свого чоловіка в Багдаді, але пізніше вони оселилися в Англії. Принцеса отримала дозвіл на титул леді Кетрін Брандрам і король Георг VI дав їй його. Однак, цей титул був дійсний тільки на території Сполученого Королівства, а поза Великою Британією вона залишалася Принцесою Грецькою та Данською Катериною. Вона і її чоловік жили в Ітон-сквері в районі Белгравії, а потім переїхали до Марлоу.
Після смерті інфанти Беатріси Іспанської в 2002 році, Катерина була останньою живою правнучкою королеви Вікторії (вона також онука Фрідріха III, імператора Німеччини та імператриці Вікторії, старшої доньки королеви). Вона прожила майже 87 років після смерті свого брата, короля Олександра I.
Після її смерті в 2007 році, в живих залишився лише один правнук королеви принц Карл Юхан Шведський (народився 31 жовтня 1916 року). З моменту смерті її сестри принцеси Ірини, герцогині Аостської в 1974 році, до часу своєї смерті, вона була найстаршою з нащадків королеви Вікторії.

## Діти
Принцеса Катерина Грецька і Данська і Річард Кемпбелл Брандрам мали одного сина:
- Річард Пол Джордж Ендрю Брандрам (нар. 1 квітня 1948 р.), одружений першим шлюбом на Дженніфер Діані Стіл, другим на Діані Гревілл-Вільямс, 12 лютого 1975 р. У пари було троє дітей:
  - Софія Брандрам (нар. 23 січня 1981)
  - Ніколас Джордж Брандрам (нар. 23 квітня 1982)
  - Алексія Кетрін Брандрам (нар. 6 грудня 1985)

## Титули
- 4 травня 1913 — 21 квітня 1947: Її Королівська Високість Принцеса Катерина Грецька і Данська.
- 21 квітня 1947 — 2 жовтня 2007: Леді Катерина Брандрам.